# Thái Danh Chiếu
Thái Danh Chiếu (sinh tháng 6 năm 1955) là một nhà báo và chính khách nước Cộng hòa Nhân dân Trung Hoa. Tháng 12 năm 2014, ông được bổ nhiệm làm Xã trưởng Thông tấn xã Tân Hoa, kế nhiệm Lý Tòng Quân, người về hưu. Ông từng là Phó Chủ nhiệm Văn phòng Thông tin Quốc vụ viện từ 2001 đến 2009, Tổng biên tập Nhân dân nhật báo từ tháng 9 năm 2012 đến tháng 4 năm 2013 và Chủ nhiệm Văn phòng Thông tin Quốc vụ viện từ tháng 4 năm 2013 đến tháng 12 năm 2014.
Thái Danh Chiếu sinh tháng 6 năm 1955, người Nhật Chiếu, tỉnh Sơn Đông. Ông gia nhập Quân Giải phóng Nhân dân năm 1970 và Đảng Cộng sản Trung Quốc năm 1974. Ông tốt nghiệp khoa tiếng Trung Quốc tại Đại học Sư phạm Nam Kinh năm 1983. Ông làm việc cho Tân Hoa Xã, chuyên về báo cáo khoa học.
Ông là Ủy viên Ban Chấp hành Trung ương Đảng Cộng sản Trung Quốc khóa XVIII và khóa XIX.